# Eintracht-Stadion
Das Eintracht-Stadion ist ein Fußballstadion mit Leichtathletikanlage in der niedersächsischen Stadt Braunschweig. Es bietet insgesamt 24.406 Plätze, was es zum größten Leichtathletikstadion in Norddeutschland macht. Bei Fußballspielen ist die Kapazität aus Sicherheitsgründen auf 23.325 Zuschauer beschränkt, davon 12.650 auf überdachten Sitzplätzen und ca. 10.675 auf überdachten Stehplätzen. Es ist die Heimspielstätte der Fußballmannschaft von Eintracht Braunschweig und der American-Football-Mannschaft der New Yorker Lions.

## Geschichte

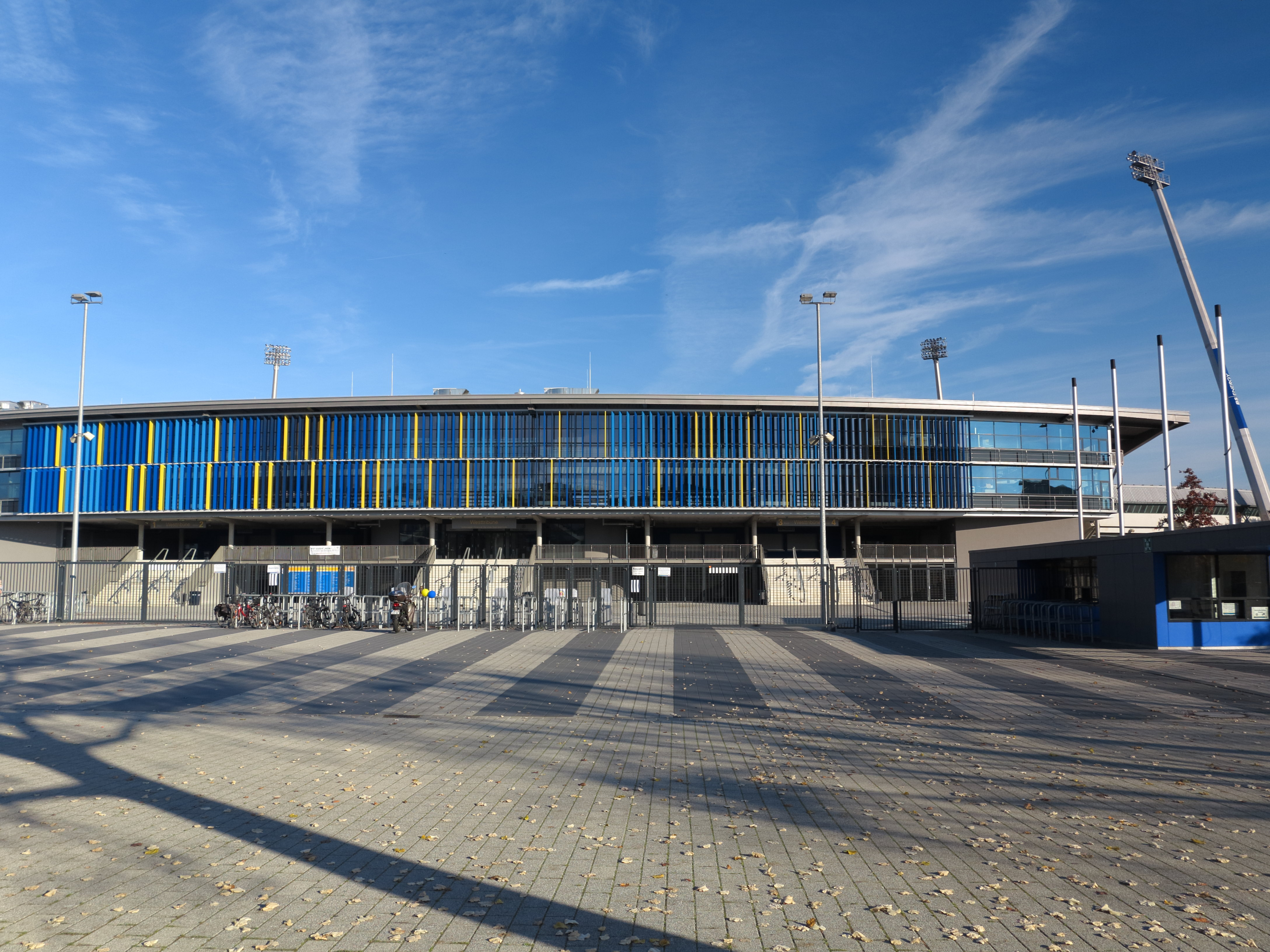
Eintracht-Stadion an der Hamburger Straße

In den ersten Jahren der 1895 gegründeten Eintracht hatte man keine eigene Spielstätte. Anfänglich wurde Fußball noch als Fußlümmelei oder Englische Krankheit bezeichnet, obwohl die Geschichte des deutschen Fußballs mit Konrad Koch in Braunschweig begann. Die meisten Spiele fanden auf dem Leonhardplatz statt. Dort steht heute die Stadthalle Braunschweig.
Wegen fast leerer Vereinskasse (265,05 Mark), nahmen die Mitglieder einen Kredit von 5.000 Mark auf und kauften ein fünf Morgen großes Grundstück an der Helmstedter Straße. Dort entstand ein Sportplatz mit einer Holztribüne und 300 Sitzplätzen. Am 8. Oktober 1905 wurde der Platz mit dem Spiel zwischen dem damaligen Fußball- und Cricket-Club Eintracht Braunschweig und Wacker Leipzig (3:0) eröffnet. Bis 1923 war man dort beheimatet und bis zu 3.000 Zuschauer verfolgten die Partien. Die letzte Begegnung im Stadion an der Helmstedter Straße vor dem Abriss bestritt Eintracht Braunschweig am 20. Mai 1931 gegen eine Polizeiauswahl. Die 5.000 Zuschauer sahen einen 2:1-Sieg der Löwen. Heute ist das Gelände ein Teil vom Hauptfriedhof der Stadt.
Nach dem Ersten Weltkrieg zeigte sich, dass man für das wachsende Zuschauerinteresse ein größeres Stadion benötigte. Zum einen wurde mehr Platz für andere Sportarten gefordert, zum anderen sollte die Verkehrsanbindung verbessert werden. Zunächst prüfte man ein Gelände östlich des Nußberges (heute steht dort das Badezentrum Gliesmarode), doch man befürchtete Überschwemmungen durch die naheliegende Wabe. Im Endeffekt wählte man einen Standort im Norden der Stadt an der Hamburger Straße aus. Zu der Zeit wurde dort noch Spargel angebaut und von der Endstation der Straßenbahn Braunschweig bis zum Gelände waren es zehn Minuten Fußweg. Am 22. Februar 1922 wurde der Kaufvertrag für das Gelände von über 32 Morgen Land unterschrieben. Danach begann die Braunschweiger Stadiongesellschaft mit der Umsetzung der Pläne. Da das Geld für das Stadion in US-Dollar bereitstand, wurde der Bau auch nicht durch die galoppierende Inflation im Jahr 1923 verzögert oder gestoppt.
Am 17. Juni 1923 konnte der Verein die große Eröffnung feiern. Zu Gast zum Eröffnungsspiel des Eintracht-Stadions war die damalige Spitzenmannschaft des 1. FC Nürnberg. Der deutsche Meister von 1920 und 1921 trat vor 15.000 Zuschauern mit vielen Nationalspielern an und siegte am Ende deutlich mit 1:10. Im Oktober 1924 wurde die neue Haupttribüne fertiggestellt. Zur Einweihung war am 5. Oktober Altona 93 zu einem Freundschaftsspiel eingeladen. Die zur damaligen Zeit höchstmögliche Zuschauerzahl von 24.000 versammelte sich am 31. Oktober 1937 im Eintracht-Stadion. Es stand das Achtelfinalspiel im Tschammerpokal gegen die Meistermannschaft des FC Schalke 04 auf dem Plan. In der 119. Minute erzielte der S04 den späten Siegtreffer zum 0:1. Die Zeit des Zweiten Weltkrieges überstand das Stadion ohne Schaden, selbst den Bombenangriff auf Braunschweig am 15. Oktober 1944. Die letzte Partie vor der Auflösung der alten Eintracht sah die Spielstätte am 4. Februar 1945. Die Gelb-Blauen unterlagen Germania Wolfenbüttel mit dem außergewöhnlichen Ergebnis von 6:10.
Nach dem Krieg funktionierten die britischen Streitkräfte das Gelände zu einem Materiallager und Sportplatz um. 1950 wurde die Sportstätte komplett renoviert. Es bot zu dieser Zeit 30.000 Plätze. Am 13. August des Jahres wurde es mit einem Spiel der Eintracht gegen den 1. FC Kaiserslautern, mit Spielmacher Fritz Walter, wiedereröffnet. Laut „Sportmagazin“ sollen sich bis zu 50.000 Zuschauer im und um das Stadion versammelt haben. Einen Höhepunkt in der Geschichte des Eintracht-Stadions stellt die Austragung des Endspiels im DFB-Pokal 1955 dar. Es standen sich dabei der favorisierte Karlsruher SC und die noch unerfahrene Mannschaft des FC Schalke 04 gegenüber. Bis zur 83. Minute führten die Schalker Knappen vor 25.000 Zuschauern mit 2:1. Durch zwei späte Treffer in der 83. und 85. Minute konnte der KSC die Partie noch drehen.
1957 erhielt die Heimat der Blau-Gelben Flutlicht. Es war die erste Anlage in Norddeutschland und verfügte über 168 Flutlichtstrahler, die mit 200.000 Watt das Spielfeld beleuchteten. Am 18. September wurde das Flutlicht bei einem Spiel gegen Fortuna Düsseldorf (4:0) eingeweiht. In den ersten beiden Jahren der Fußball-Bundesliga wurde die Spielstätte mit Hilfe der Stadt erweitert. Die damals noch unüberdachte Gegengerade (10.000 Plätze) und der kleine Rang vor der Haupttribüne (2.000 Plätze) wurden neu gebaut. Sie brachten das Fassungsvermögen auf fast 40.000 Zuschauer. Der Verein investierte weiter und vergrößerte 1965 das Stadiongelände um 52 Morgen Land mit weiteren Fußball-, Hockey- und Tennisplätzen. Am Ende der Bundesliga-Saison 1966/67 konnte die Eintracht nach einem 4:1-Sieg im eigenen Stadion vor 38.000 Besuchern gegen den 1. FC Nürnberg die deutsche Fußballmeisterschaft feiern.
Mit rund 40.000 hatte das Stadion eine ausreichende Kapazität, doch bestand die Anlage nur aus der überdachten und mit Sitzplätzen ausgestatteten Haupttribüne und der Gegengeraden mit Stehplätzen unter freiem Himmel. Dies änderte sich 1976 mit der Renovierung des Stehplatzrangs. Für 3,2 Mio. D-Mark wurde der Zuschauerrang überdacht und der untere Teil mit Sitzplätzen ausgerüstet, was das Fassungsvermögen auf 35.000 Zuschauer senkte. 1979 sollte auch die Haupttribüne durch einen Neubau ersetzt werden. Mit der Baumaßnahme hatte sich Eintracht Braunschweig finanziell übernommen, da sich die Baukosten vor der Planung bis zur Fertigstellung verdoppelten. 1981 stand der in die zweite Liga abgestiegene Verein vor der Insolvenz. Es drückten Schulden in Millionenhöhe und der Lizenzentzug drohte. Dieser konnte nur verhindert werden, weil die Stadt Braunschweig die kompletten Schulden von 11,9 Mio. D-Mark übernahm und neuer Besitzer des gesamten Stadiongeländes wurde. Mit dem Eigentümerwechsel erhielt die Spielstätte der Eintracht den offiziellen Namen Städtisches Stadion an der Hamburger Straße.
In den 1980er Jahren schwankten die Blau-Gelben zwischen der 2. Liga und der Oberliga Nord und die Löwen kämpften weiter gegen Schulden an. Für die Sportstätte bedeutete dies Stillstand und den schleichenden Verfall. Als Folge wurde Anfang der 1990er Jahre die Südkurve komplett und Teile der Stehplätze auf der Gegengeraden gesperrt. In das Stadion durften nur noch 20.000 Zuschauer. Der Verein und die Stadt rangen seit 1987 um eine umfangreiche Renovierung der Gegengerade und der Kurven. Eine positive Entscheidung fiel erst am 15. Juni 1993. Der Stadtrat stimmte der Unterstützung der Umbauarbeiten zu. Von den 25 Mio. D-Mark kamen sechs Millionen von Toto-Lotto Niedersachsen und dem Bundesland Niedersachsen. Bis zum November 1995 dauerten die Arbeiten, indem die Stadionanlage noch einmal komplett umgebaut wurde. Die marode Südkurve wurde abgerissen und mit überdachten Stehplätzen wieder aufgebaut. Dazu wurde die Flutlichtanlage erneuert. Die Gegengerade im Osten, die zuvor 10.000 Steh- und 2.000 Sitzplätze bot, wurde zur reinen Sitzplatztribüne umgebaut. Die Einweihung der neuen Anzeigetafel am 3. November 1996 beendete die Grundrenovierung des Stadions. Die alte Tafel wurde demontiert und verkauft. Dafür wurde im Rahmen der im Stadion ausgetragenen 104. Deutschen Leichtathletik-Meisterschaften im Jahr 2004 eine Videowand installiert, die weiterhin in Gebrauch blieb.
Die erste große Belastungsprobe bestand die Spielstätte bei dem Jubiläumsturnier zum 100. Geburtstag der Eintracht im Juli 1995. Die Löwen trafen vor 11.000 Besucher auf Werder Bremen. Zum Topspiel der Regionalliga Nord am 14. April 1996 gegen Kickers Emden kamen 15.000 Zuschauer. Zum ersten Mal ausverkauft war das städtische Stadion an der Hamburger Straße dann am 7. Mai 1998 bei dem Duell mit dem Rivalen Hannover 96. Seine Konzertpremiere feierte das umgestaltete Stadion am 3. Juni 1998, als der italienische Popsänger Eros Ramazzotti vor 16.000 Fans auftrat.
Im Zuge einer erneuten Modernisierung von Juli 2009 bis Juni 2010 wurde die noch offene Nordkurve überdacht und nach Osten ausgebaut; diese ersten Umbauarbeiten mit einem Etat von 7,6 Mio. Euro beschränkten sich aus Geldknappheit zunächst nur auf die Nordkurve und die Funktionsräume. Sonstige geplante Erweiterungen mit dem gleichen Volumen (V.I.P.-Logen, weitere Funktionsräume sowie ein separates Gebäude für Geschäftsräume und Gastronomie) wurden zurückgestellt. Die Kapazität des Stadions erhöhte sich durch den Umbau der Nordkurve leicht um 1.000 auf 25.540 Plätze, da ein Großteil der Tribüne von Steh- auf Sitzplätze umgerüstet wurde. Alle Bauarbeiten wurden bei eingeschränktem Stadionbetrieb durchgeführt, das heißt die Gästekurve konnte jeweils nur bis zur Hälfte belegt werden.
Das Eintracht-Stadion mit seiner Leichtathletikanlage war in den letzten Jahren Austragungsort von nationalen und internationalen Wettkämpfen.
Die deutschen Leichtathletik-Meisterschaften fanden in den Jahren 2000, 2004, 2010 und 2020 fanden in Braunschweig statt. Die Deutsche Mannschaftsmeisterschaften machten 2003 und 2014 Station im Braunschweiger Stadion. Mit der Leichtathletik-Team-Europameisterschaft 2014 machte es sich auch international einen Namen. Im Zuge der Nutzung der Spielstätte durch die New Yorker Lions wurde das Eintracht-Stadion für die Austragung des German Bowl, dem Endspiel der German Football League um die deutsche Meisterschaft, in den Jahren 1995 (German Bowl XVII), 2000 (German Bowl XXII), 2002 (German Bowl XXIV), 2004 (German Bowl XXVI) und 2006 (German Bowl XXVIII) ausgewählt. Der Eurobowl, das Finale der European Football League (EFL), ging 2002 (Eurobowl XVI), 2003 (Eurobowl XVII) und 2015 (Eurobowl XXIX) im Eintracht-Stadion über die Bühne. In der Saison 2009/10 trug der Goslarer SC 08 seine Heimspiele der Regionalliga Nord hier aus, da das heimische Stadion in Goslar nicht den Anforderungen der Liga entsprach.

## Ausbau der Haupttribüne
Über den abgeschlossenen Ausbau der Nordkurve hinaus war bereits seit Mitte der 2000er Jahre auch eine Erweiterung und Modernisierung der Haupttribüne im Gespräch. Einen Architektenwettbewerb im Sommer 2006 gewann das Büro Schulitz + Partner. Der Siegerentwurf sah vor, die Tribüne mit der Nord- und der Südkurve zu verbinden und so die bislang getrennten Gebäude zu einem Stadionrund zu verbinden. Der gewonnene Raum unter den Zuschauerrängen sollte unter anderem für V.I.P.-Logen, eine Businesslounge und eine Gaststätte genutzt und die beiden Marathontore überbaut und in das Stadionrund integriert werden. Das provisorische Zelt vor dem Stadion sollte ebenso verschwinden wie die Rampe, über die die Zuschauer auf die Tribüne geleitet wurden. An ihrer Stelle sollte ein Vorplatz mit einem Kubus errichtet werden, in dem neben der Geschäftsstelle des Vereins auch ein Fanshop, ein Fußballmuseum, ein Restaurant und ein Kinderhort Platz finden.
Wegen des damaligen Abstiegs von Eintracht Braunschweig aus der 2. Bundesliga und der prekären Finanzlage der Stadt wurden die Pläne lange Zeit nicht umgesetzt. Am 6. Februar 2011 fand jedoch auf Initiative der CDU-Fraktion im Braunschweiger Rat eine Bürgerbefragung statt. Bei einer Beteiligung von 32,9 Prozent stimmten 60,3 Prozent für den Stadionausbau. Das Ergebnis war juristisch nicht bindend, doch zwei Wochen später stimmte der Rat der Stadt einstimmig für den Umbau, der nach Angaben der Stadionverwaltung im Herbst 2011 beginnen sollte. Die auf 14,5 Millionen Euro geschätzte Erweiterung der Haupttribüne wurde aus der Stadtkasse finanziert; für den Kubus auf dem Vorplatz kam der Verein Eintracht Braunschweig auf. Der Abschluss der Bauarbeiten war für den Sommer 2013 geplant.
Nachdem bei dem Vergabeverfahren der Bauleistungen „vergessen“ wurde, die Ingenieurs-Leistungen öffentlich auszuschreiben, lagen die Bauarbeiten etwa drei Monate hinter dem Zeitplan. Alle Logen- und Sitzplätze sollten aber zu Beginn der Saison 2013/14 verfügbar sein. Unabhängig von dem Ausbau der Haupttribüne wurde Anfang Juni die Gegengerade neu bestuhlt. Von insgesamt 5.683 neuen blauen und gelben Sitzschalen bilden die 547 gelben Sitzschalen den Schriftzug BRAUNSCHWEIG auf blauem Grund.

## Namensrechte
Am 3. Juni 2008 billigte der Verwaltungsausschuss der Stadt Braunschweig, die Namensrechte des Stadions von der Stadt an eine Gruppe aus fünf Eintracht-Sponsoren (Braunschweigische Landessparkasse, BS|ENERGY, Öffentliche Versicherung Braunschweig, Volksbank Braunschweig Wolfsburg und Volkswagen Financial Services AG) zu verkaufen. Das nach wie vor städtische Stadion konnte somit wieder unter dem Traditionsnamen Eintracht-Stadion firmieren. Im Juni 2011 einigte sich die Eintracht mit den Sponsoren, den bestehenden Vertrag um weitere zwei Jahre zu verlängern. Am 30. Juni 2021 lief der Vertrag mit der Volkswagen Financial Services AG, die die Namensrechte am Eintracht-Stadion zuletzt alleine gehalten hatte, aus. Aus organisatorischen Gründen behielt das städtische Stadion dennoch zunächst den Namen Eintracht-Stadion. Erst am 28. September 2021 beauftragte der Verwaltungsausschuss der Stadt Braunschweig die Stadionbetreibergesellschaft, einen neuen Namenssponsor zu finden. Im Februar 2022 gründete sich das Projektbündnis Eintracht Stadion – jetzt und immer mit dem Ziel, dass der Braunschweiger Turn- und Sportverein Eintracht von 1895 e. V. für zunächst drei Jahre selbst die Namensrechte an dem Stadion erwerben kann. Die Finanzierung in Höhe von jährlich 300.000 Euro soll hierzu mittels Crowdfunding erzielt werden.

## Anfahrt
Aus Norden, Westen und Osten fährt man über die A 2 Hannover–Berlin bis zum Autobahnkreuz Braunschweig-Nord (Ausfahrt 55) und weiter über die A 391 (Westtangente) und A 392 (Nordtangente) zur Ausfahrt Hamburger Straße. Von Süden fährt man über die A 7 Kassel–Hannover bis zum Dreieck Salzgitter und weiter über die A 39 und die A 391, A 392 ebenfalls bis zur Ausfahrt Hamburger Straße. Der Großparkplatz Schützenplatz liegt etwa 500 Meter stadtauswärts der Anschlussstelle Hamburger Straße (der Ausschilderung folgen), von dort ist das Stadion in etwa fünf Minuten zu Fuß zu erreichen.
Mit öffentlichen Verkehrsmitteln ist das Stadion mit den Straßenbahnlinien 1, 10 und 2 vom Hauptbahnhof aus und aus der Innenstadt sowie mit der Linie 1 von den P+R-Parkplätzen im Norden zu erreichen. Die Straßenbahnen halten direkt vor dem Stadion (Schwarzer Berg) mit der Linie 1 bzw. 10 oder in der Nähe (Linie 2, Haltestelle Gesundheitsamt/Wasserwelt). Darüber hinaus verkehren am Spieltag sowie bei Großveranstaltungen zusätzlich Sonderbahnen (1E) und Busse vom Hauptbahnhof aus zum Stadion.

## Tribünen
- Zuschauerplätze insgesamt: 24.406 überdachte Plätze[19]
- Westtribüne: 3.847 Plätze (inklusive Business-, Logen-, Pressebereich)
- Südkurve: 9.530 Plätze
- Osttribüne: 5.687 Plätze
- Nordkurve: 5.342 Plätze

Veranstaltungstechnik
- 2 Videowände
- Flutlichtanlage
- LKW-Zufahrten
- Beschallungs- und Tonanlage
- Von World Athletics zertifizierte Leichtathletikanlage

## Galerie

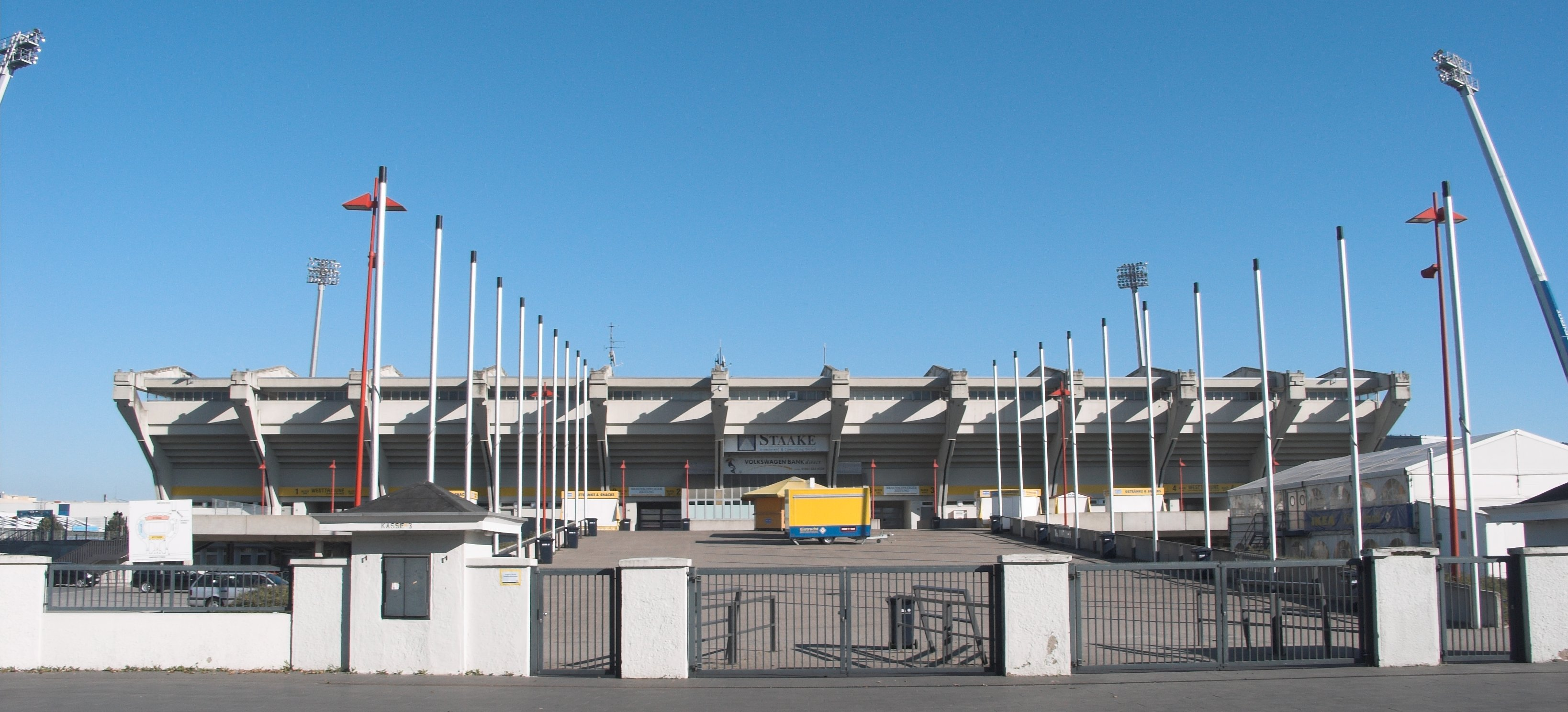
Ansicht von der Hamburger Straße (2006)
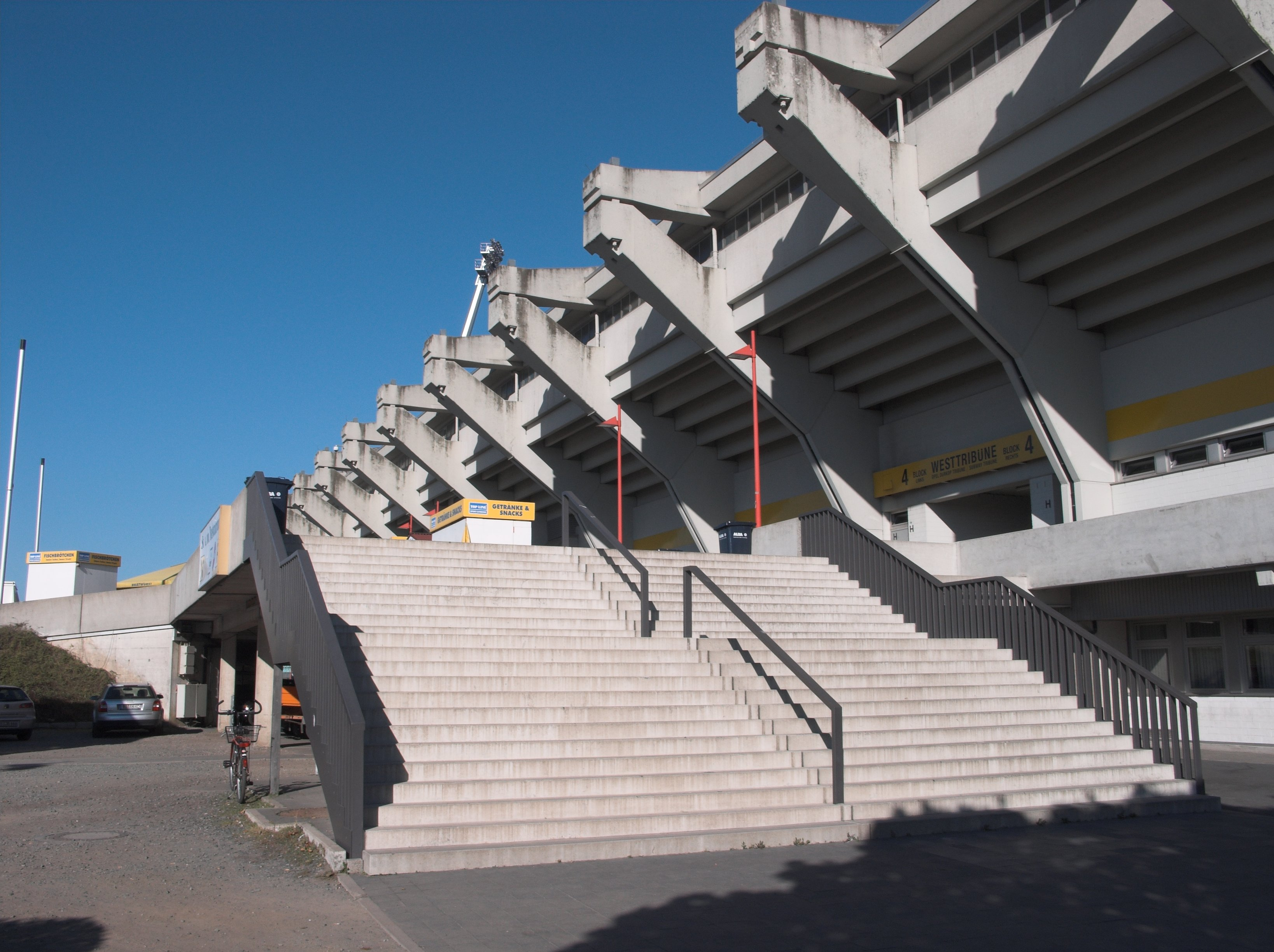
Außenansicht (2006)
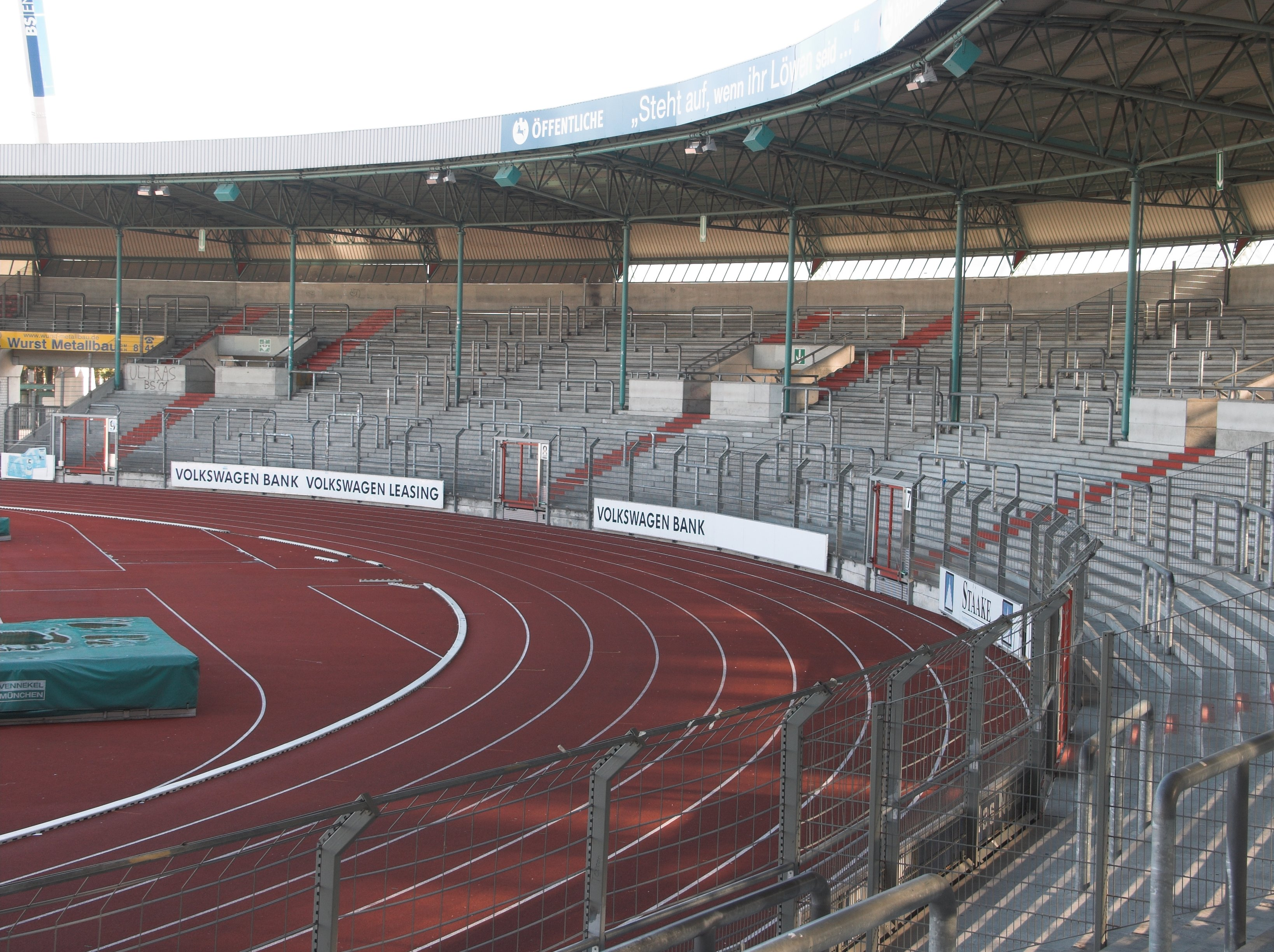
Südkurve (2006)
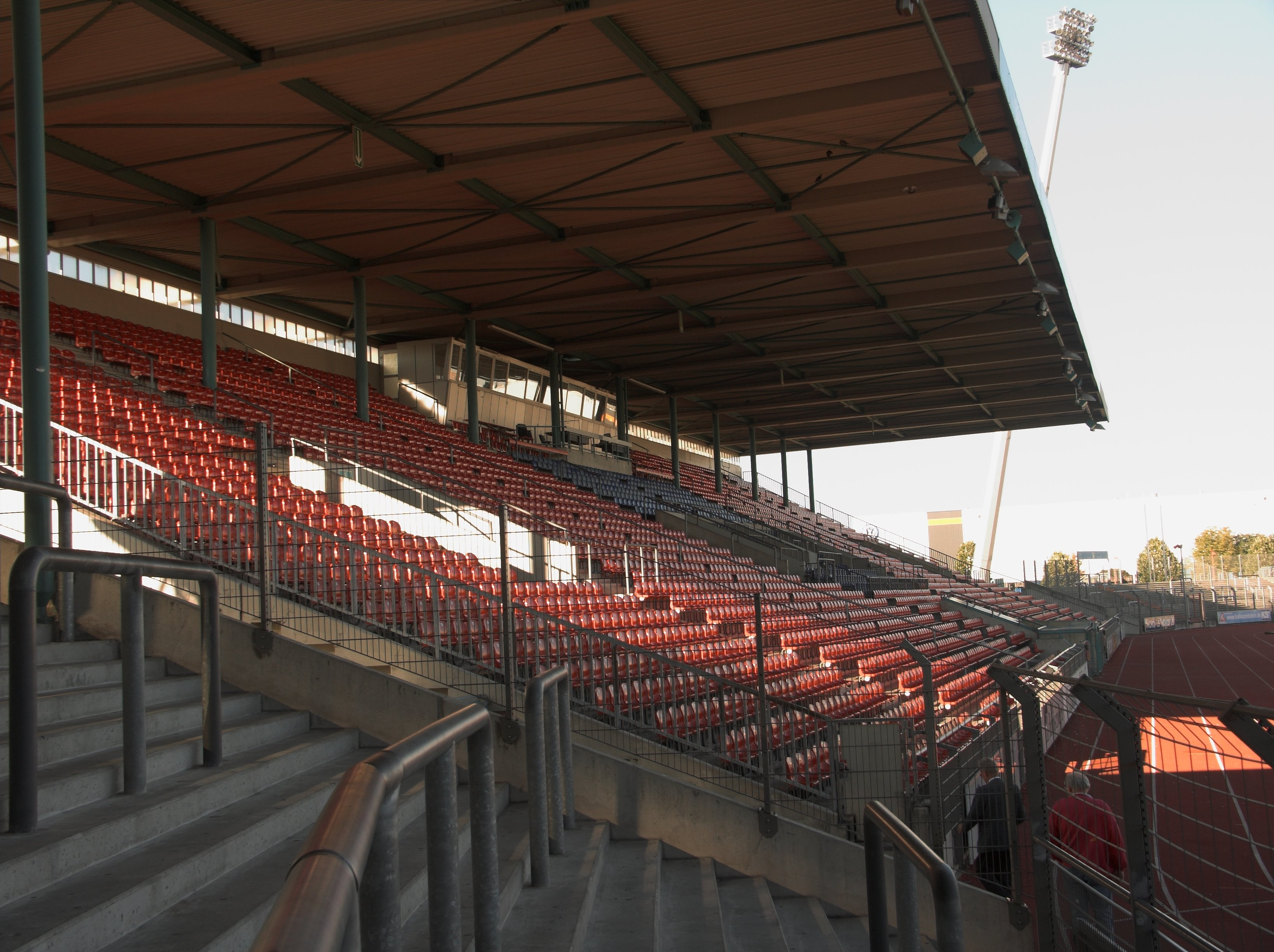
Haupttribüne (2006)
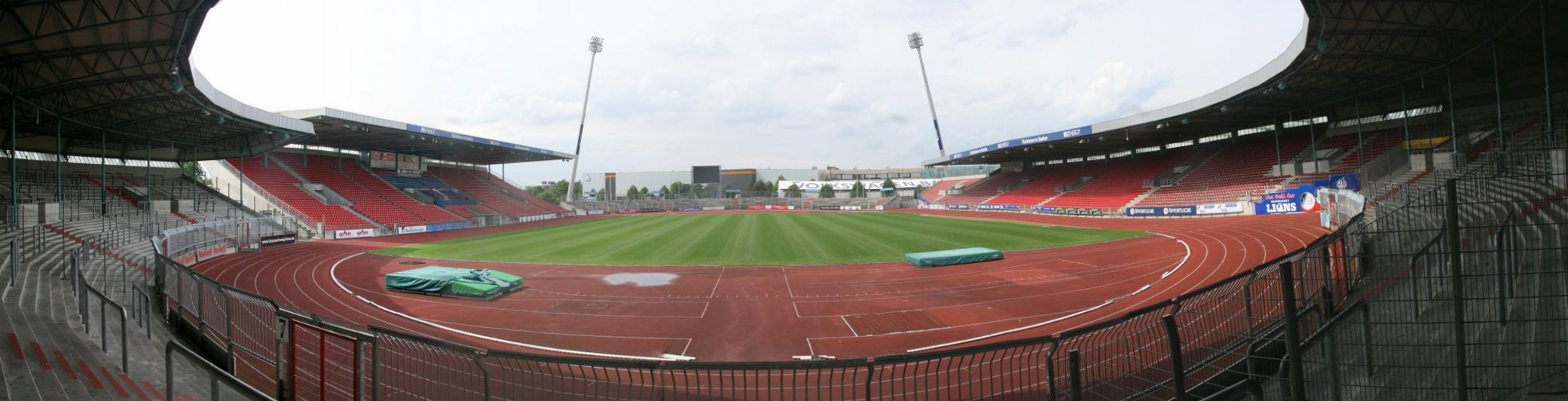
Panorama mit der alten roten Tartanbahn (2008)